# Nora Ephron
Nora Ephron, född 19 maj 1941 i New York i New York, död 26 juni 2012 i New York i New York, var en amerikansk författare, journalist, filmregissör, manusförfattare och filmproducent. Ephron är främst känd för sina romantiska komedier, ofta med Meg Ryan i huvudrollen.

## Biografi

### Bakgrund, journalistik och författarskap
Nora Ephron växte upp i en judisk, litterär familj, först på Manhattan och från fyra års ålder i Beverly Hills i Kalifornien. Hon var den äldsta av fyra döttrar till författarparet Phoebe och Henry Ephron, som tillsammans skrev många kända verk för teaterscenen och Hollywood, däribland There's No Business Like Show Business och pjäsen/filmen Hans vilda fru, vars kvinnliga "vilda" huvudperson hade dottern Nora som inspirationskälla. Samtliga familjemedlemmar har varit litterärt verksamma, men familjen präglades emellanåt av föräldrarnas alkoholproblem.
Efter skolgång i Beverly Hills High School återvände hon till östkusten för studier vid Wellesley College i Massachusetts, varifrån hon utexaminerades från journalistutbildningen med inriktning på samhällsvetenskap 1962 med föresats att arbeta som journalist, vilket hon gjort redan på den lokala tidningen i Wellsley. Efter examen verkade hon en kortare tid vid John F. Kennedys administration i Vita huset, innan hon kom att bli en framstående journalist och essäist i New York vid tidningar som Newsweek, New York Post, New York Times Magazine och uppmärksammad kolumnist vid Esquire, oftast med staden New York som tema. Hon blev även uppmärksammad som författare av främst essäer, ofta med en egen sorts humoristisk feministisk inriktning. Åren 2008–2011 verkade hon också som bloggskribent vid internet-tidningen Huffington Post.
Åren 1967–1976 var hon gift med författaren Dan Greenburg. Under denna tid användes också en av hennes berättelser som underlag för en del till TV-serien Adam's Rib (1973). Hon kom också i kontakt med journalistkollegan och avslöjaren av Watergateaffären Carl Bernstein och bistod honom i strävan att arbeta om filmmanuset till Alla presidentens män, som baserades på hans bok. Deras manusversion blev inte godtagen, men det ledde till en väg för henne in i Hollywood. 1976 skilde hon sig och gifte om sig med Bernstein, med vilken hon fick två söner (Jacob och Max). Sorgen efter deras skilsmässa 1980, efter makens otrohetsaffär med en väninna till dem, ligger till grund för hennes roman Heartburn (1983) [sv. Vägen från mannens hjärta (1984)/I lust och nöd (1986)].

### Film
År 1978 erbjöds hon att skriva manus till TV-filmen Perfect Gentlemen och 1983 debuterade hon som manusförfattare för biograffilm med Mike Nichols avslöjande film Silkwood om kärnkraftsindustrins hemliga experimenterande på och nedtystande av anställda. 1986 skrev hon manus till filmen I lust och nöd, baserad på hennes roman. 1987 gifte hon om sig med sin tredje make, författaren och journalisten Nicholas Pileggi. 1989 blev den romantiska filmkomedin När Harry träffade Sally hennes stora genombrott som komediförfattare, som hon sedan blivit så känd som, och från och med Här är mitt liv 1992 regisserade och producerade hon alla sina filmer själv, däribland Sömnlös i Seattle (1993), Du har mail (1998) och sin sista film Julie & Julia (2009). Hon skrev även pjäser för teaterscenen: Imaginary Friends (2002) och Love, Loss and What I Wore (2009)  och medverkade i små roller i två filmer av Woody Allen, Små och stora brott (1989) och Fruar och äkta män (1992).

### Priser och utmärkelser
Flera av hennes filmer har nominerats till ett antal större filmpriser och som manusförfattare blev hon nominerad till bland annat Oscar för Silkwood, När Harry mötte Sally och Sömnlös i Seattle. Hon erhöll BAFTA Award för manuset till När Harry mötte Sally (1990), samt Crystal Award från organisationen Women in Film (1994), Ian McLellan Hunter Award vid Writers Guild of America Awards (2003) och Golden Apple Award från Casting Society of America (2009).

### Övrigt
Nora Ephron avled i sviterna av lunginflammation, en komplikation till följd av akut myeloisk leukemi. Hon var syster till författarna Delia Ephron, Amy Ephron och Hallie Ephron. Systern Delia var medförfattare till flera av hennes filmmanus.

## Filmografi i urval
- 1978 – Perfect Gentlemen (manus)
- 1983 – Silkwood (manus)
- 1986 – I lust och nöd (roman och manus)
- 1989 – När Harry träffade Sally (manus)
- 1989 – Maffiaprinsessan (manus)
- 1990 – Hur jag lärde en FBI-agent dansa marengo (manus)
- 1992 – Här är mitt liv (manus och regi)
- 1993 – Sömnlös i Seattle (manus och regi)
- 1994 – Julnötter (manus och regi)
- 1996 – Michael (manus och regi)
- 1998 – Du har mail (manus och regi)
- 1998 – Strike! (exekutiv producent)
- 2000 – Hanging Up (manus och regi)
- 2000 – Lucky Numbers (regi)
- 2005 – En förtrollad romans (manus och regi)
- 2009 – Julie & Julia (manus och regi)

Dessutom producent/medproducent för flera av filmerna.